# Marcel Couraud
Pour les articles homonymes, voir Couraud.
Marcel Couraud (né à Limoges le 20 octobre 1912, mort à Loches, le 14 septembre 1986) est un chef d'orchestre, chef de chœur et organiste français.

## Biographie
Couraud a étudié l'orgue avec André Marchal lorsqu'il a fréquenté l'École normale de musique de Paris. Il a aussi pris des cours de composition avec Nadia Boulanger et de direction d'orchestre avec Charles Munch.
En 1944, il a fondé l'Ensemble Vocal Marcel-Couraud, avec lequel il a interprété des chansons et madrigaux de la Renaissance (dont Orlando di Lasso et Claudio Monteverdi) ainsi que des œuvres de compositeurs contemporains telles que les Trois petites liturgies de la présence divine d'Olivier Messiaen. Il a dirigé l'ensemble jusqu'en 1954 puis a pris la direction du Bachchor Stuttgart (en) et du Bach Orchestra Stuttgart (avec lesquels il a, notamment, enregistré le Magnificat et les Cantates n° 31 et 200 de J.S. Bach, chez Philips). Il a commandé Épithalame en 1953, une pièce de chambre vocale d'André Jolivet.
À partir de 1967, il a été le directeur du chœur de la radio française ORTF jusqu'en 1975. Avec certains des membres, il forme en 1976 le Groupe vocal de France, pour interpréter des œuvres contemporaines telles que les Cinq Rechants (1950) d'Olivier Messiaen, le Dodécaméron (1971) d'Ivo Malec, Récitatif, air et variations de Gilbert Amy, Nuits (1968) de Iannis Xenakis et la Sonata à douze (1971) de Betsy Jolas. Il a aussi créé Te Deum (1956) d'Henry Barraud, Khoc To Nhu (1972) de Nguyen Thien Dao, Kamakala (1965) de Jean-Claude Eloy, Reliefs polychromes (1969) de Jean-Pierre Guézec, Danae (1970) de François-Bernard Mâche, Cris (1969) et Syllabaire pour Phèdre (1972) de Maurice Ohana, Yolovi (1970) de Luis de Pablo, Nonsense (1953) de Goffredo Petrassi, Ode à Villon (1972) de Guy Reibel.

## Publication
Une autre activité de Marcel Couraud était la publication des œuvres de chorale. Il a créé, auprès des Éditions Salabert, sa propre collection, Les Merveilles de l'art choral (ou Collection Marcel Couraud).
Cette collection se caractérisait tant des signes d'exécution très détaillés que des œuvres de grand chœur, telles celles de 12 voix.
Ainsi, trois accents personnels étaient, dans ses partitions, en usage : 《 Accent " levé ", impulsif, incisif, à caractère dynamique 》(v),《 Long trait, accent " posé ", soutenu, à caractère mélodique, succède pratiquement toujours à  l'accent levé 》(—) ainsi que 《 Accent " attaqué ", à caractère rythmiquement intense 》 (>). De surcroît, son texte latin s'accompagne des accents linguistiques tandis que le signe " - " indique qu'《 Au-dessus d'une syllabe, accent " appuyé ", mais en souplesse, moins caractérisé que le même signe au-dessus d'une note 》 .
Aussi s'agissait-il d'une publication très personnalisée. Mais il est évident que cette façon facilite l'interprétation, notamment celle des œuvres de la Renaissance, jamais annotées par les compositeurs.
D'autre part, un extrait du catalogue de collection présentait une profonde connaissance de ce musicien . On y trouve certes de grandes œuvres classiques, telles Ave Maria de Josquin des Prés, Pie Jesu à 5 voix de Jean-Baptiste Lully, Lamento d'Arianna à 5 voix de Claudio Monteverdi. Toutefois ceux qui l'intéressaient étaient des chefs-d'œuvre oubliés, desquels l'exécution demeure difficile en raison de leur composition. Plus précisément, sa préférence des œuvres à 12 voix était si particulière que son catalogue restait différent des séries d'autres éditeurs (Giovanni Gabrieli, Angelus ad Pastores ; Thomas Tomkins, O Praise the Lord en 3 chœurs ; Hans Leo Hassler, Cantate Domino ainsi que Domine, Dominus noster ; Orazio Benevoli, Et ressurrexit). Il faut y ajouter encore Die mit Tränen säen de Heinrich Schütz (10 voix en 2 chœurs). Avec ces œuvres,  sa collection enrichissait le répertoire de la musique chorale.